# Justo Zaragoza y Cucala
Justo Zaragoza y Cucala (Alcalá de Chisvert, 1833-Madrid, 1896) fue un historiador, geógrafo y americanista español.

## Biografía
Nació en 1833 en la localidad castellonense de Alcalá de Chisvert. Jefe superior de Administración, fue miembro de número de la Real Academia de la Historia. Colaboró en numerosos periódicos y revistas, entre ellos el Boletín de la Sociedad Geográfica de Madrid, además de dirigir en Madrid el Archivo de los Americanistas. Falleció en dicha ciudad el 27 de mayo de 1896. Entre sus títulos se encontró  Piraterías y agresiones de los ingleses y de otros pueblos de Europa en la América española desde el siglo XVI al XVIII deducidas de las obras de D. Dionisio de Alsedo y Herrera.